# Sixteen (Band)
Sixteen (ab 1998: Seventeen) war eine polnische Pop-Rock-Band, die von 1997 bis 2004 bestand.

## Werdegang
Das Debütalbum der Band, Lawa, war ein großer Erfolg in Polen und erhielt eine Platin-Schallplatte. Intern durch die Rundfunkanstalt Telewizja Polska wurde die Gruppe ausgewählt, Polen beim Eurovision Song Contest 1998 in Birmingham zu vertreten. Mit dem Pop-Rock-Song To takie proste landeten sie auf Platz 17.
Mit dem Tod des Gitarristen Jarosław Pruszkowski 1998 änderte sich der Bandname in Seventeen und die Sängerin Renata Dąbkowska verließ die Gruppe und startete eine Solokarriere.

## Mitglieder
- Renata Dąbkowska – Gesang (1997–1998)
- Jarosław Pruszkowski – Gitarre
- Janusz Witaszek – E-Bass
- Tomasz Stryczniewicz – Schlagzeug
- Mirosław Hoduń – Keyboards

Zusätzlich bei Seventeen:
- Grzegorz Kloc – Gesang, Gitarre
- Olga Pruszkowska – Geige, Backgroundgesang

## Diskografie
Alben
- 1997: Lawa (PL: Platin)[2]
- 1999: Szalona
- 2001: Chłopak i dziewczyna